# バジェ・デル・カウカ県
バジェ・デル・カウカ県（バジェ・デル・カウカけん、スペイン語: Departamento del Valle del Cauca）は、コロンビアのアンデス地方の県。コロンビアで最も西に位置する県で、太平洋に面している。県都はサンティアゴ・デ・カリ。コロンビア内で重要な県の一つである。マルペロ島も同県に含まれる。
県名は、カウカ川の谷に由来する。

## 隣接する県
- チョコ県
- リサラルダ県
- キンディオ県
- トリマ県
- カウカ県

## 下位行政区
- Alcalá
- アンダルシア
- アンセルマヌエボ
- Argelia
- ボリーバル
- ブエナベントゥーラ
- Buga
- ブガラグランデ
- カイセドニア
- カリ
- カリマ
- カンデラリア
- カルタゴ
- ダグア
- エル・アギラ
- エル・カイロ
- エル・セリート
- エル・ドビオ
- フロリダ
- Ginebra
- グアカリ
- ハムンディ
- La Cumbre
- ラ・ウニオン
- ラ・ビクトリア
- Obando
- パルミラ
- プラデーラ
- レストレポ
- リオフリオ
- ロルダニージョ
- San Pedro
- Sevilla
- Toro
- Trujillo
- トゥルア
- ウジョア
- ベルサジェス
- Vijes
- Yotoco
- Yumbo
- サルサル